# Kanton Alès-1
Alès-1 is een kanton van het Franse departement Gard. Het kanton maakt deel uit van het arrondissement Alès. In 2021 telde het 33.465 inwoners.

Het kanton werd gevormd ingevolge het decreet van 24 februari 2014 , met uitwerking op 22 maart 2015, met Alès als hoofdplaats.

## Gemeenten
Het kanton omvat volgende gemeenten:
- Alès (westelijk deel)
- Anduze
- Bagard
- Boisset-et-Gaujac
- Générargues
- Ribaute-les-Tavernes
- Saint-Christol-lès-Alès
- Saint-Jean-du-Pin